# Bikavér
Bikavér ('stierenbloed': "bika" = stier, "vér" = bloed) is een donkerrode wijn met beschermde herkomstbenaming uit Hongarije. De donkerrode kleur van de wijn - die naar zwart neigt - zou lijken op de kleur van stierenbloed. 
Als deze uit de omgeving van Eger komt heet deze wijn Egri bikavér en als deze uit Szekszárd komt heet ze Szekszárdi bikavér. De "Szekszárdi bikavér" is opgenomen in een gedicht van János Garay uit 1846 en daarmee waarschijnlijk het oudst.
Bikavér is een stevige, kruidige wijn met een alcoholgehalte van 13 à 14½%. Voor bikavér worden drie of meer van de volgende druivenrassen gebruikt waarvan enkele typisch Hongaars zijn: Kadarka, Kékfrankos, Blauer Portugieser (vroeger: Kékoportó), Cabernet Sauvignon, Cabernet Franc, Merlot, Pinot Noir, Kékmedoc, Bíborkadarka, Turán, Blauburger en Zweigelt.
Bikavér wordt meestal iets onder kamertemperatuur, zo’n 16° à 18°C geserveerd.

## Geschiedenis
Er gaan verschillende verhalen rond betreft de herkomst van de naam die aan de wijn gegeven wordt. In 1552 werd de burcht van Eger ten tijde van het Ottomaanse Rijk wekenlang belegerd door een Turkse legermacht. De inwoners van de burcht hielden zich op de been door flink van de rode wijn te drinken. Met nog de rode wijn in hun baarden - en door als dolle stieren te gaan vechten - wisten zij de aanvallen keer op keer af te slaan. De Turken die geen wijn kenden vanwege hun geloof, dachten dat het stierenbloed moest zijn, waarop zij uiteindelijk afdropen en waarmee de reputatie van het "Egri bikavér" gevestigd was. Een andere versie gaat nog verder. De vrouwen van Egri zouden stierenbloed aan de rode wijn hebben toegevoegd omdat zij dachten dat het de kracht van hun mannen zou doen toenemen.
Al eeuwen wordt er wijn verbouwd rondom de stad Eger. In de tijd van de Koude Oorlog heeft overproductie de reputatie van bikavér - en de wijnbouw in Hongarije in het algemeen - geen goed gedaan. De nadruk werd vooral op kwantiteit gelegd. Vanaf de jaren 90 is men weer op kwaliteit gaan toeleggen.